# Edward White
Pour les articles homonymes, voir White.
Edward « Ed » Higgins White II, né le 14 novembre 1930 à San Antonio et mort accidentellement le 27 janvier 1967 au centre spatial Kennedy à Cap Canaveral, est un astronaute américain. Il est connu pour être le premier Américain à avoir réalisé une sortie extravéhiculaire. Il meurt dans l'incendie d'Apollo 1 avec Virgil Grissom et Roger Chaffee.

## Biographie

### Études et engagement dans l'armée
Il étudie à l'Académie militaire de West Point où il a obtenu un baccalauréat en sciences.
Pilote, il passe trois années et demie affecté à la base aérienne de Bitburg Allemagne sur North American F-86 Sabre et North American F-100 Super Sabre,.
En 1958, il étudie à l'université du Michigan où il obtient l'année suivante une maîtrise en sciences en ingénierie et technologie aéronautique.
Il postule ensuite à l'École des pilotes d'essai de l'United States Air Force de la base aérienne Edwards. Par la suite, il devient pilote d'essai à l'Aeronautical Systems Center (en) de la base aérienne Wright-Patterson.
Durant sa carrière de pilote, il cumula 3 000 heures de vol, dont 2 200 heures en avion à réaction,. Il atteignit le grade de lieutenant-colonel,.

### Carrière d'astronaute
En septembre 1962, il est sélectionné dans le groupe d'astronautes 2 de la NASA, aux côtés notamment de Neil Armstrong et James Lovell.

#### Gemini 4
White réalise son seul vol à bord de la capsule Gemini 4 en compagnie de James McDivitt. Il rentra cependant dans l'Histoire comme étant le premier Américain à avoir réalisé une sortie extravéhiculaire lors de cette mission,, le 3 juin 1965, moins de trois mois après celle du Soviétique Alekseï Leonov.

Ed White lors de sa sortie dans l'espace en 1965
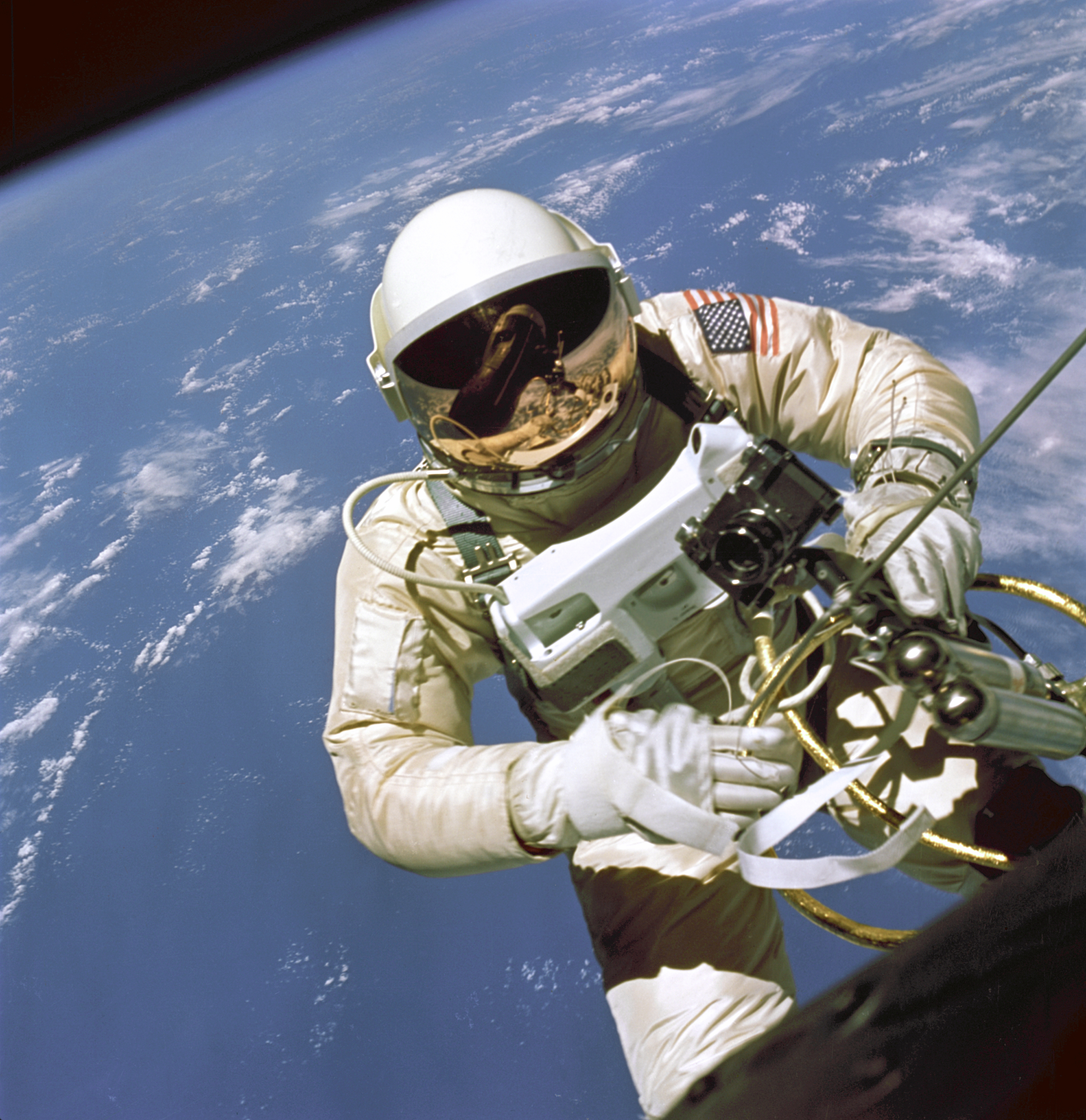
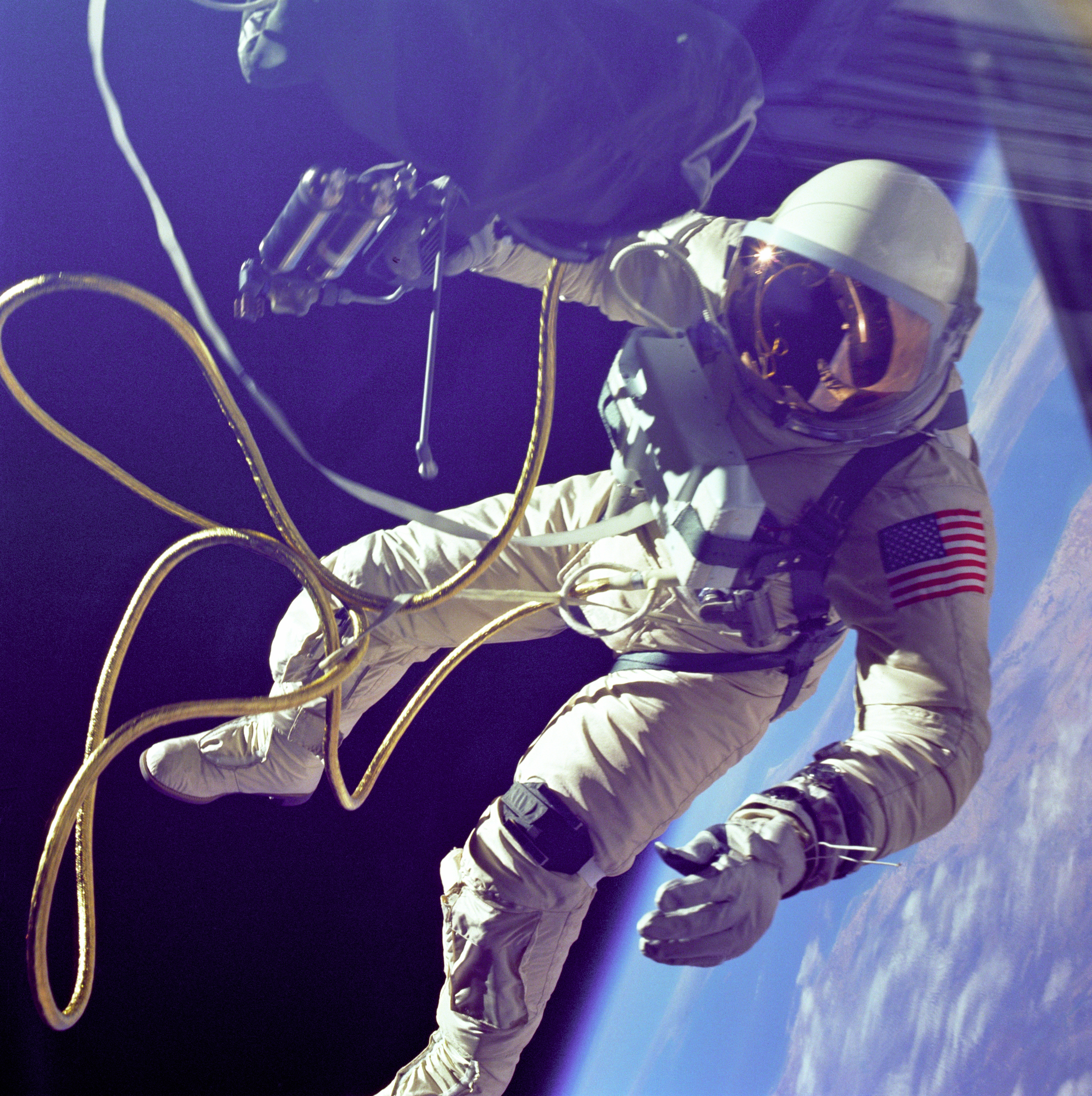
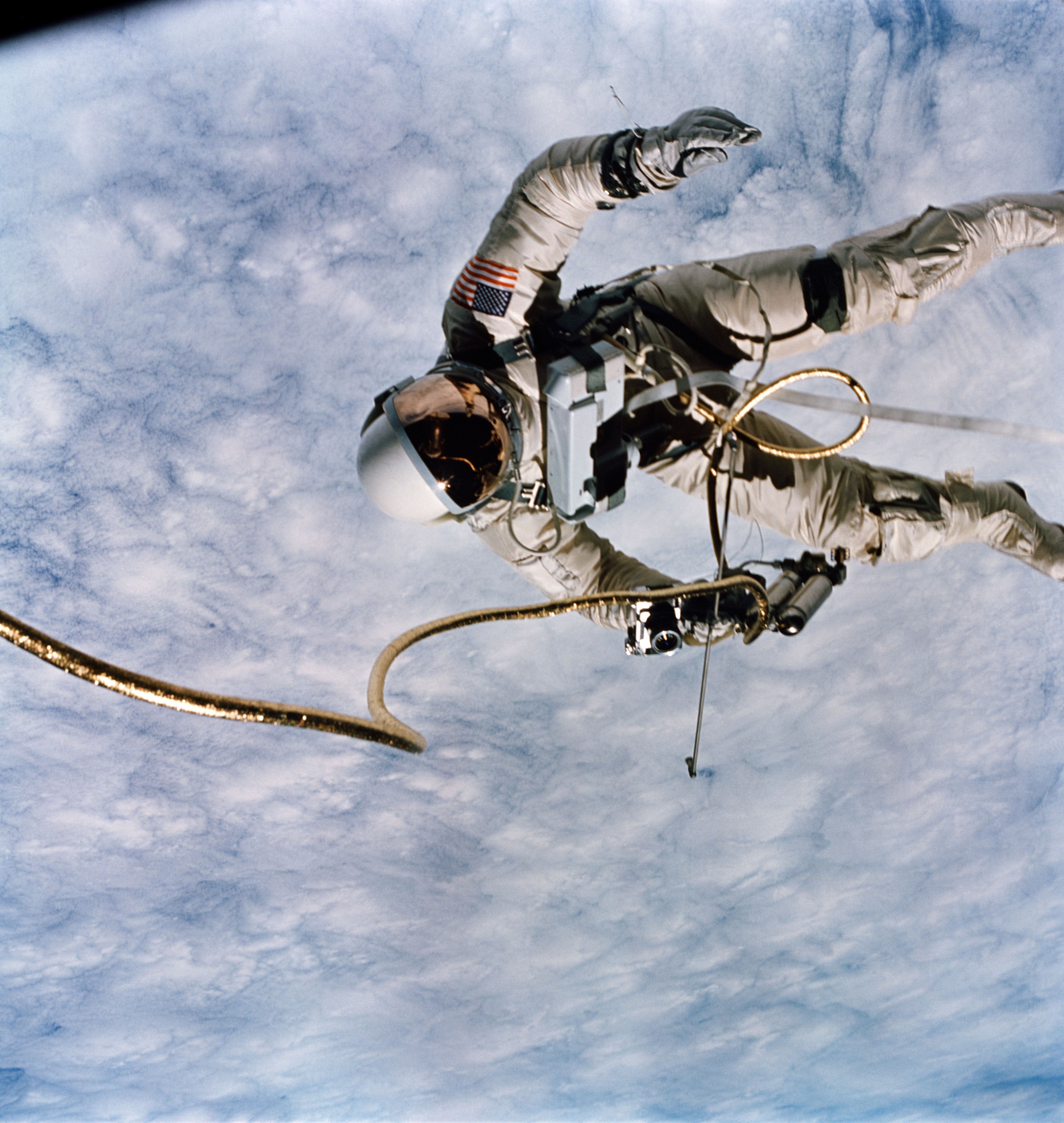
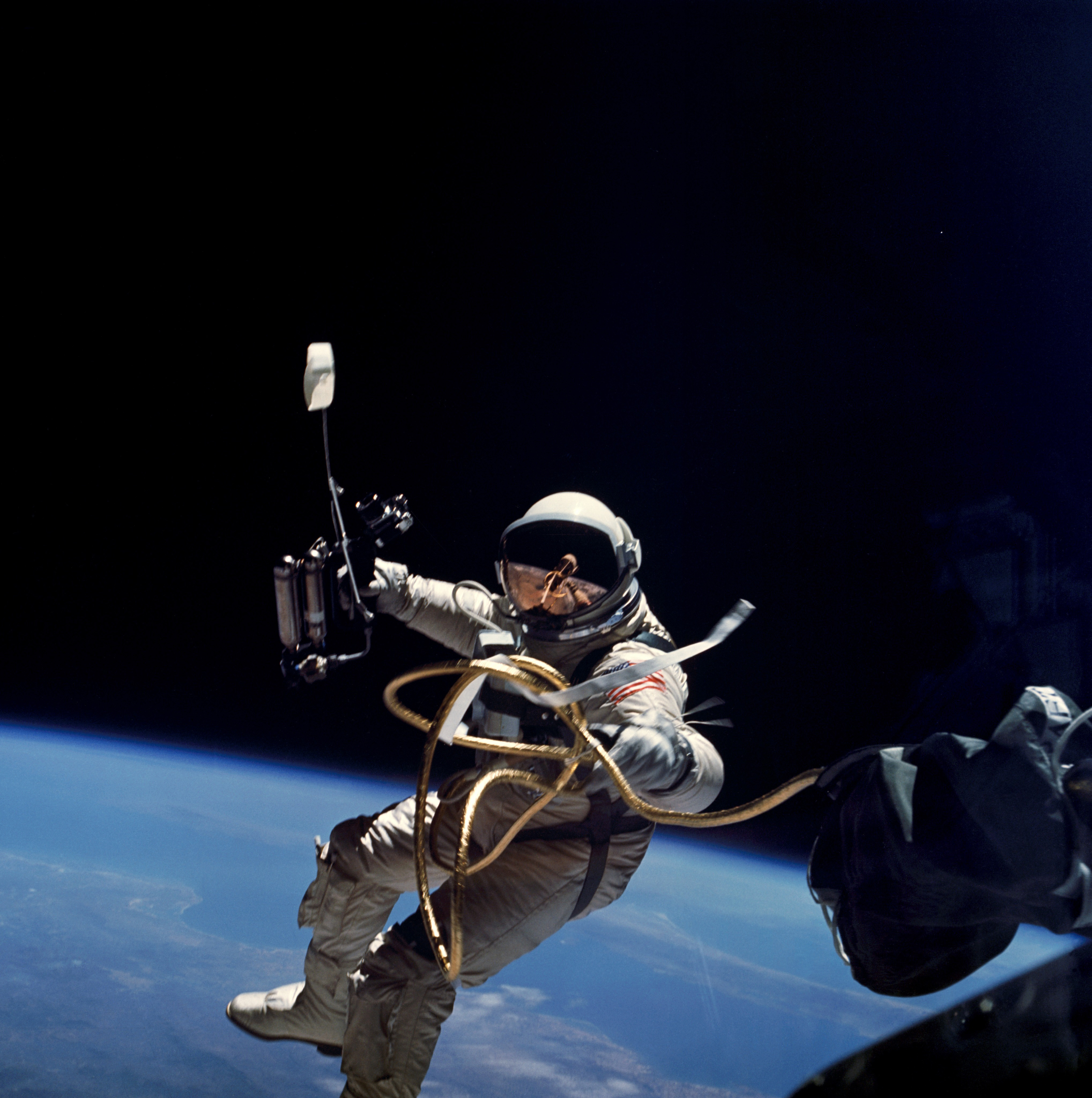

#### Apollo 1

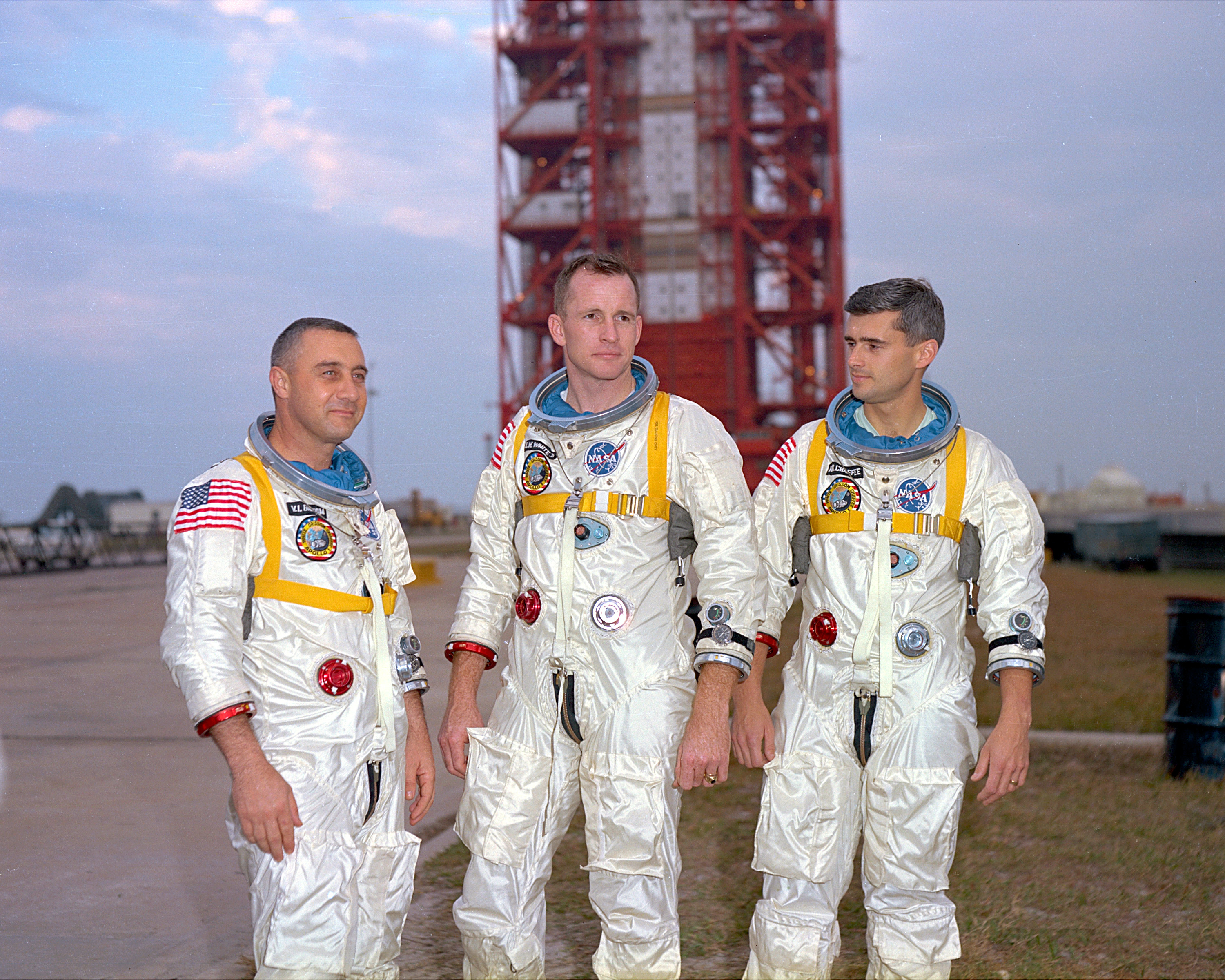
Apollo 1 : Virgil Grissom, Edward White et Roger Chaffee.

Il est sélectionné pour la première mission du programme Apollo, Apollo 1 (AS-204), avec deux autres astronautes (Virgil Grissom et Roger Chaffee). Tous les trois meurent dans l'incendie du module de commande et de service Apollo lors d'un entraînement au sol au centre spatial Kennedy. Le vaisseau avait rencontré de nombreux problèmes de mise au point avant l'accident et le déclenchement de l'incendie est attribué, selon la commission d'enquête, à un court-circuit dû à un fil électrique dénudé. L'enquête révèle également l'utilisation de nombreux matériaux inflammables dans la capsule et beaucoup de négligences dans le câblage électrique et la réalisation du circuit de refroidissement. Le déclenchement et l'extension de l'incendie ont été favorisés par l'atmosphère de la cabine composée d'oxygène pur et donc extrêmement inflammable.
À la suite de cet accident, l'ensemble du programme Apollo subit une révision qui entraîne de nombreuses modifications : par exemple la cabine du vaisseau offre une meilleure résistance au feu, l'écoutille est modifiée pour pouvoir être ouverte en moins de dix secondes, de l'azote est ajouté à l'air de la cabine durant la première phase du vol pour limiter les risques d'incendie. Finalement, les exigences de qualité et les procédures de test sont renforcées, ce qui provoque un retard de plusieurs mois.

## Postérité
Selon son désir, Ed White a été inhumé au cimetière de West Point avec les honneurs. Ed White était marié à Patricia Eileen « Pat » Finegan qu'il avait rencontrée à West Point. Ils avaient eu ensemble deux enfants : Edward White III (né le 15 septembre 1953) et Bonnie White, épouse Lynn (née le 15 mai 1956). Pat ne se remit jamais de la mort de son mari et, malgré un remariage, empêtrée dans l'alcoolisme, elle se suicida en 1983.
White a été élu au Astronaut Hall of Fame en 1993 et au National Aviation Hall of Fame le 18 juillet 2009. Son nom figure sur la plaque accompagnant la sculpture Fallen Astronaut déposée sur la Lune le 1er août 1971 par l'équipage d'Apollo 15 et a été donné à une formation martienne. La Congressional Space Medal of Honor lui a été décernée en 1997 à titre posthume,.

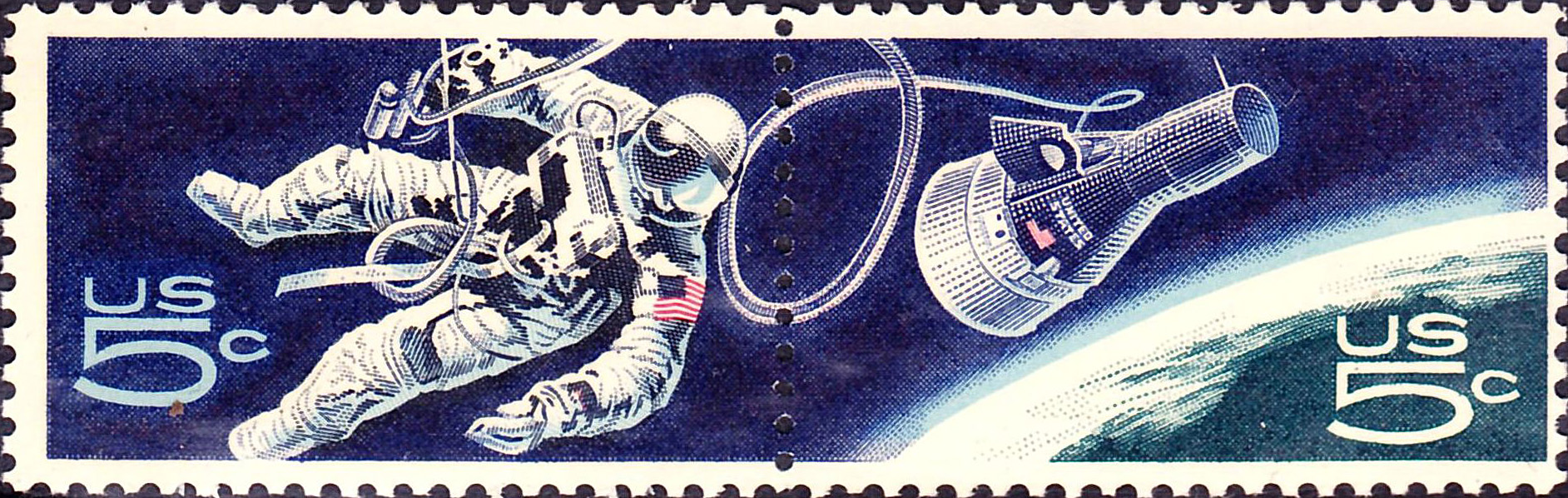
Timbre de Paul Calle montrant Edward White faisant la première sortie extravéhiculaire d'un Américain (Gemini 4).

Le Museum of Aerospace Medicine (en) de la base aérienne Brooks dans le Texas lui est dédié.
Plusieurs lieux ont été nommés en mémoire d'Ed White, comme plusieurs écoles de Chicago, San Antonio, Jacksonville, Houston, El Lago, League City ou encore Huntsville (Huntsville, ville qui accueille le centre de vol spatial Marshall, a également deux autres écoles nommées en l'honneur de Virgil Grissom et Roger Chaffee d'Apollo 1). D'autres lieux nommés en mémoire sont notamment un hôpital, une île, une route, un parc, une colline de Mars et une étoile, Iota Ursae Majoris surnommée « Dnoces », soit « second » à l'envers : un clin d'œil à White.
En France, la ville de Trappes, dans les Yvelines (78), a donné son nom à la rue qui longe le côté du commissariat de police de la ville et le côté de la place située devant ledit commissariat.
White a été interprété par Steven Ruge dans le film Apollo 13 (1995), par Chris Isaak dans le feuilleton télévisé De la Terre à la Lune (1998) et par Jason Clarke dans le long métrage First Man : Le Premier Homme sur la Lune (2018).